# Joint Task Force 2
2-га Об'єднана оперативна група (JTF 2) — це сили спеціальних операцій Канади першого рівня, уповноважені захищати національні інтереси Канади та боротися із загрозами тероризму як усередині країни, так і за кордоном. JTF 2 служить під керівництвом командування канадських сил спеціальних операцій Збройних сил Канади і зазвичай порівнюється з американськими силами Delta Force і командою SEAL Team Six, Британською спеціальною авіаційною службою, Австралійським спеціальним підрозділом і Спеціальною повітряною службою Нової Зеландії. Більшість інформації щодо JTF 2 є засекреченою та зазвичай не коментується канадськими збройними силами чи урядом Канади.
Команда штурмовиків JTF 2 спеціалізується на боротьбі з тероризмом, рейдах прямої дії, порятунку заручників, морських спеціальних операціях, спеціальному захисті та спеціальній розвідці, яка часто використовується в секретних та небезпечних місіях проти цінних цілей за підтримки спеціалізованих груп допоміжного персоналу.
і Спеціальна повітряна служба Нової Зеландії. Більшість інформації щодо JTF 2 є засекреченою та зазвичай не коментується канадськими збройними силами чи урядом Канади.
2-га Спільна оперативна група (JTF 2) — це сили спеціальних операцій Канади 1-го рівня, уповноважені захищати національні інтереси Канади та боротися із загрозами тероризму як усередині країни, так і за кордоном. JTF 2 служить під командуванням Канадських сил спеціальних операцій Збройних сил Канади і зазвичай порівнюється з американськими силами Дельта та Шостою командою SEAL, Британськими спеціальними авіаційними службами, австралійським спеціальним полком повітряних служб і спеціальними повітряними службами Нової Зеландії. Більшість інформації щодо JTF 2 є засекреченою і зазвичай не коментується канадськими збройними силами чи урядом Канади.
Команда штурмовиків JTF 2 спеціалізується на боротьбі з тероризмом, рейдах прямого дії, порятунку заручників, морських спеціальних операціях, спеціальному захисті та спеціальній розвідці, яку часто використовують у складних, секретних і небезпечних місіях проти важливих цілей за підтримки спеціалізованих груп допоміжного персоналу.

## Історія

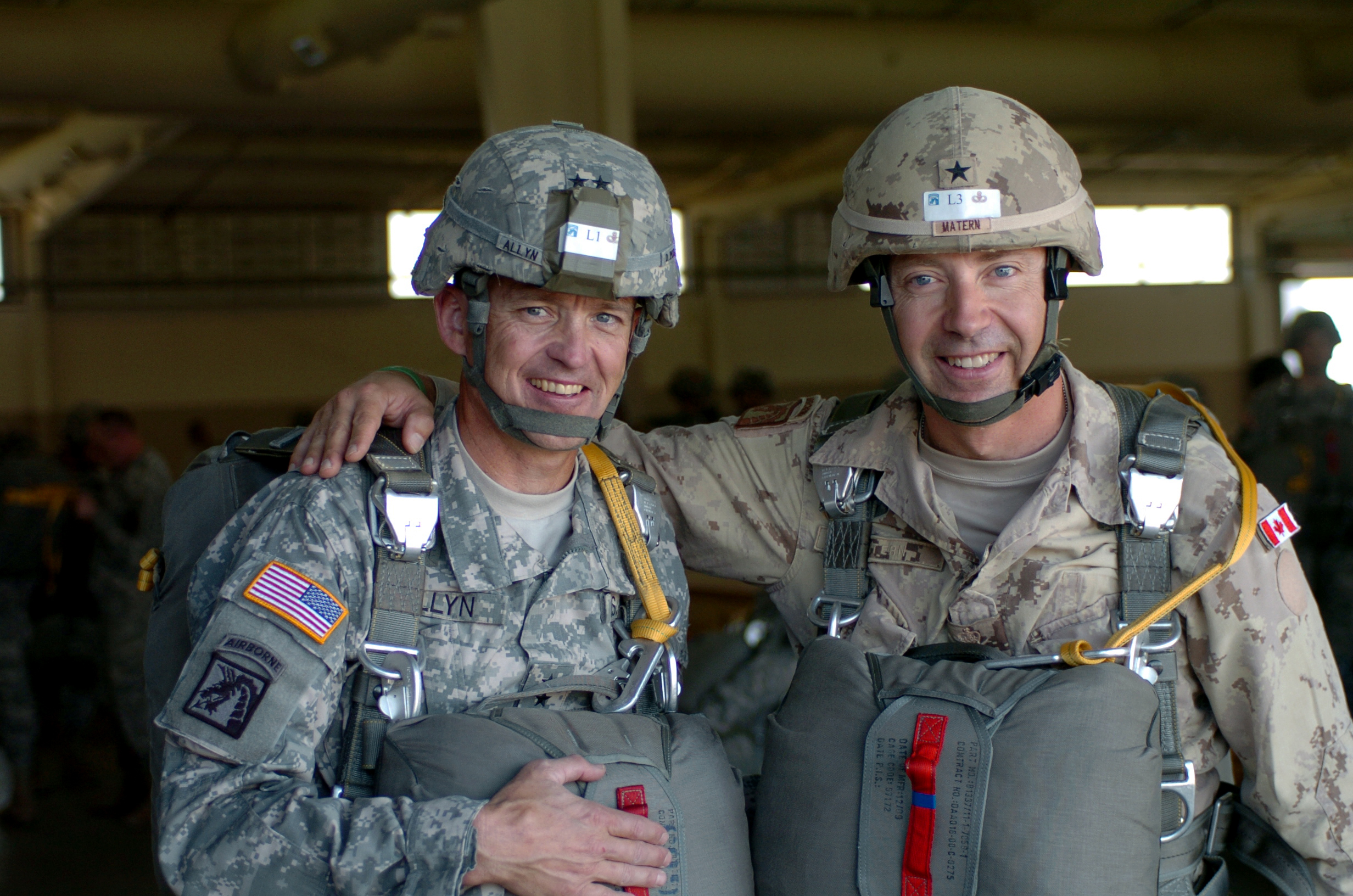
Генерал-майор Ніколас Матерн (праворуч), колишній командир Об'єднаної оперативної групи 2 і заступник командувача Канадського командування Сил спеціальних операцій

У 1992 році заступник міністра оборони Роберт Фаулер оголосив, що рекомендує генерал-губернатору Рею Гнатишину розформувати Спеціальну групу реагування на надзвичайні ситуації Королівської канадської кінної поліції (SERT) і створити нову військову групу боротьби з тероризмом. Рішення було прийнято здебільшого тому, що Збройні сили Канади запропонували більшу кількість новобранців для програми, ніж цивільні поліцейські сили, і це стримало громадський обур щодо того, що поліцейських навчають використовувати переважно летальні засоби.
На початку 1993 року підрозділ був активований із трохи більше ніж 100 членами, переважно з Канадського повітряно-десантного полку та Канадської легкої піхоти принцеси Патриції. Їм було надано об'єкт SERT на Дваєр-Хілл-роуд поблизу Оттави як власну оперативну базу, а також постійно припаркували автобус Greyhound і літак DC-9 для використання в тренуваннях.
Її першою запланованою акцією була операція «Кампус» — захист автомобільних доріг і очисних споруд навколо Окського заповідника, тоді як поліцейські сили намагалися «придушити контрабанду» в місцевому заповіднику відразу після Окської кризи . Однак дві щоденні газети в Квебеку оприлюднили операцію за кілька днів до її початку, і її скасували. Федеральний бюджет від грудня 2001 року виділив приблизно 120 мільйонів доларів на шість років для розширення можливостей підрозділу та подвоїння його чисельності приблизно до 600 осіб, як частину загального плану після терактів 11 вересня 2001 року.

## Операції

### Боснія
Сили JTF 2 були введені в Боснію у складі двох-чотирьох осіб команди полюють за сербськими снайперами, які цілилися по силах ООН на алеї снайперів. Вони мали звільнити приблизно 55 заручників під час операції «Свобода 55», але місію було скасовано, оскільки боснійські серби добровільно звільнили всіх полонених.

### Гаїті
У 1996 році JTF 2 відправився на Гаїті, щоб надати консультації силам безпеки президента Рене Преваля щодо методів відсічі революційній армії, тренувати місцеві команди спецназу та здійснювати рейди на контрабандистів зброї в Порт-о-Пренсі.
За даними Канадської радіомовної корпорації, JTF 2 також перебував на Гаїті в той час, коли президента Гаїті Жана-Бертрана Арістіда було усунено від влади в 2004 році. Вони охороняли посольство Канади та охороняли аеропорт.

### Війна з терором
Після терактів 11 вересня та оголошення американською війною терору приблизно 40 солдатів JTF 2 були відправлені до південного Афганістану на початку грудня 2001 року до складу оперативної групи K-Bar під командуванням капітана Роберта Гарварда. Канадська громадськість не була проінформована про розгортання. Однак у книзі Шона М. Малоні «Витривала свобода» повідомляється, що JTF 2 було таємно розгорнуто без дозволу прем'єр-міністра Жана Кретьєна на початку жовтня 2001 року. Під керівництвом оперативної групи K-Bar JTF 2 інтенсивно працював із 3-ю групою спецназу США ; Однією з їхніх перших місій в Афганістані Гарвард назвав "першу місію прямої дії Коаліції після Другої світової війни ". Спільна операція з групою «зелених беретів», спрямована на командний вузол талібів, ледь не закінчилася катастрофою, коли «Чинук» з операторами JTF 2 був змушений здійснити жорстку посадку поблизу місця цілі. Під час служби в оперативній групі K-Bar Гарвард також заявив, що команда JTF 2 під його командуванням була його першим вибором для будь-яких прямих дій. JTF 2 базувався в той час на аеродромі Кандагар.
Кілька місяців потому The Globe and Mail опублікувала на першій сторінці зображення, на якому оператори в характерній лісово-зеленій бойовій формі канадських військ доставляють полонених американцям. Це викликало обурення в парламенті, оскільки депутати ніколи не були поінформовані про ці операції. Віце-адмірал Грег Меддісон був викликаний до Постійного комітету з процедур і справ Палати представників для розгляду претензій про те, що міністр оборони Арт Егглтон навмисно ввів громадськість і уряд в оману, навіть не повідомивши прем'єр-міністра про те, що JTF 2 діяв в Афганістані. Частина канадських ЗМІ багато розповідала про те, що спецназ передає затриманих, особливо тих, кого, можливо, відправили до Гуантанамо . У січні 2002 року JTF 2 направив розвідувальні групи до ряду печер, виявлених у Жавар Кілі, на південь від Тора-Бора . Авіаудари були завдані по місцях до того, як групи SOF були введені в цей район. Взвод групи SEAL 3, включаючи кілька їхніх патрульних машин у пустелі, у супроводі німецького Kommando Spezialkräfte (KSK) і норвезької команди SOF, витратив близько дев'яти днів на широку експлуатацію місця, очищаючи приблизно 70 печер і 60 споруд у районі, вилучивши величезну кількість як розвідданих, так і боєприпасів, але вони не зустріли бійців Аль-Каїди. У березні 2002 року розвідувальні групи JTF 2 брали участь в операції «Анаконда» ; вони також виконували завдання безпосередньої охорони та брали участь у численних місіях прямої дії, нібито включно з облогою лікарні Мірвайс у Кандагарі, де оперативний загін армії США спеціального призначення (SFODA) убив групу терористів Аль-Каїди, що ховалися в лікарняній палаті. JTF 2 також здійснив численні операції зі Спеціальною авіаційною службою Нової Зеландії. Перша ротація JTF 2 була завершена, коли вони повернулися до Канади в травні 2002 року, щоб її замінили другий, більш короткий термін, розгортання до жовтня 2002 року.
У 2004 році приблизно 40 членів JTF 2, які служили в оперативній групі K-Bar, були нагороджені президентським підрозділом від уряду США за службу в Афганістані. Про операції JTF 2 в Афганістані відомо дуже мало, але під час конференції колишній начальник штабу оборони генерал Рік Хіллієр заявив, що JTF 2 користується «великим попитом» і що вони вважаються «світовим класом». Далі він сказав, що підрозділ надавав пряму підтримку уряду Афганістану і був спрямований проти керівництва Талібану на півдні Афганістану. Він заявив, що «спроба допомогти нейтралізувати цих лідерів є ключовою частиною їхньої ролі, і це те, що вони продовжуватимуть робити».
26 листопада 2005 року члени терористичного угруповання «Бригада мечів праведності» — невеликого відгалуження, можливо, Ісламської армії в Іраку (IAI), Ансар аль-Іслам (AAI), Армії ісламу, або прикриття для їхніх осередків викрадення, або позаштатні кримінальні викрадачі готівки — викрали чотирьох членів (двох канадців, одного британця та одного американця) християнських миротворчих команд у Багдаді, Ірак. У відповідь Task Force Knight — оперативна група британського спецназу в Іраку — розпочала операцію Lightwater; на чолі з ескадрильєю B 22-го спеціального авіаційного полку (SAS), метою якої був пошук і повернення заручників; невелика команда JTF 2 і канадських експертів з розвідки приєдналася до оперативної групи для операції, тоді як Сполучені Штати надали технічну розвідку для операції. Разом сили здійснювали невпинні рейди по всьому місту, створюючи картину, використовуючи дані розвідки під час пошуку заручників, зрештою 23 березня 2006 року три заручники, що залишилися, були врятовані SAS. Пентагон і Міністерство закордонних справ Великої Британії прокоментували важливу роль, яку відіграв JTF 2 у порятунку британських і канадських християнських миротворців, які були заручниками в Іраку . Причетність JTF 2 не була підтверджена канадськими офіційними особами.
У канадських ЗМІ було багато спекуляцій щодо можливого оперативного розгортання JTF 2. Станом на 2001 рік підрозділ мав 297 членів, але до кінця року, коли війна з терором стала реальністю, федеральний уряд оголосив про свої наміри збільшити його до 600 членів протягом чотирьох років.
Станом на 2014 рік вважалося, що підрозділ перебував в Іраку для навчання персоналу в рамках канадської операції Impact, яка є частиною операції Inherent Resolve. Уряд Канади не спростував і не підтвердив причетність JTF 2.
У червні 2017 року повідомлялося, що снайпер JTF 2 в Іраку вистрілив і вбив бойовика ІДІЛ з відстані 3 540 метрів (2,20 миля), встановивши світовий рекорд за найдовшим підтвердженим вбивством. Постріл був зроблений з висотного будинку з використанням стандартної канадської армійської гвинтівки McMillan Tac-50, калібру .50 (12,7 × 99 мм) протитехнічної гвинтівки, яка зазвичай використовується снайперами для боротьби з піхотою. Позначення Збройних сил Канади — Снайперська зброя великої дальності C15 (LRSW).

### Інші дії
Віце-адмірал Дін Макфедден також підтвердив, що JTF 2 візьме участь у забезпеченні Зимових Олімпійських ігор 2010 року та Зимових Паралімпійських ігор 2010 року.
JTF 2 також виконував функції охоронців канадців, які подорожували за кордон, зокрема, супроводжуючи генерал-лейтенанта Моріса Баріла та Раймонда Кретьєна до Заїру в листопаді 1996 року . Коли були оприлюднені фотографії, надані ЗМІ, на яких зображені обличчя сил JTF 2, їх було відредаговано та видано повторно з видаленими обличчями. У 1998 році вони супроводжували генерала Ромео Даллера до Танзанії, де він мав свідчити проти чиновника руандійського народу хуту, звинуваченого в причетності до геноциду 1994 року. Вони також супроводжували прокурора з військових злочинів Луїзу Арбор у Косово. На початку листопада 2000 року консервативний оборонний критик Девід Прайс заявив, що JTF 2 було розгорнуто в Косово, однак це було спростовано прем'єр-міністром Жаном Кретьєном і міністром оборони Артом Егглтоном.
Вважалося, що підрозділ працював зі Спеціальною авіаційною службою та Спеціальною човновою службою в операції «Мобіль», канадській операції під час громадянської війни в Лівії 2011 року.
У серпні 2021 року оператори JTF 2 і CSOR були направлені в Афганістан для евакуації персоналу посольства Канади в Кабулі.
У травні 2022 року прем'єр-міністр Джастін Трюдо відвідав Україну, щоб продемонструвати солідарність і побачити війну на власні очі разом із членами кабінету. У рамках заходів безпеки їх супроводжували члени JTF 2.
У жовтні 2023 року JTF 2 та інші елементи CANSOFCOM були направлені в Ізраїль, щоб допомогти з безпекою в посольстві Канади. У березні 2024 року оператори JTF 2 розгорнуті на Гаїті для захисту посольства Канади та персоналу.

## Підзвітність підрозділу
21 грудня 2006 року суддя Федерального суду відхилив прохання про передачу військового суду проти неназваного офіцера JTF 2, звинуваченого в нападі та поганому поводженні з підлеглим. Оскільки запити військового суду вимагають назвати імена обвинувачених, суддя запропонував їм вивчити інші шляхи для продовження військового суду.
JTF 2 визнав смерть одного учасника. 25-річний капрал Ентоні Клумпенхауер загинув 18 квітня 2007 року, впавши з комунікаційної вежі в Кандагарі, Афганістан. У 2010 році розслідування смерті Клюмпенхауера було завершено, і виявилося, що він втратив свідомість через стрибок електрики.

## Обладнання
Оператори використовують різноманітну зброю, зокрема:
- Гвинтівки серії Colt Canada : C7, C8[36] і C8SFW[37]
- Гвинтівка SIG Sauer SIG 716 G2[38]
- Пістолет-кулемет Heckler & Koch MP5 (A2/A3/SD)[36]
- Зброя індивідуального захисту FN Herstal P90[39][40]
- Пістолет SIG Sauer P226[6][41][36]
- Пістолет SIG Sauer P320 . У червні 2021 року розслідування повністю виправдало зброю як причину випадкового пострілу. Пістолет було знову представлено в червні 2022 року.[42][43]
- Рушниці Remington Model 870 і Benelli M3[41][36]
- Ручний кулемет FN Minimi C9A1[36]
- Великокаліберний кулемет M2 Browning . </link>[ <span title="This claim needs references to reliable sources. (March 2017)">потрібна цитата</span> ]
- Accuracy International AWP,[36] C14 Timberwolf, Heckler & Koch PSG1,[36] Напівавтоматична снайперська система M110,[44] Снайперські гвинтівки McMillan TAC-50 і Barrett M82[36]
- Гранатомет M203, автоматичний гранатомет Heckler & Koch GMG[39] і гранатомет Heckler & Koch HK69A1 .[37]
- Протитанкова керована ракета Rafael Spike-LR[45]
- Протитанкова зброя Saab Bofors Dynamics AT4 .[36]
- Безвідкатна рушниця Carl Gustaf калібру 8,4 см M4[46]

JTF 2 використовує версію для спеціальних операцій High Mobility Multipurpose Wheeled Vehicle (HMMWV). Проект заміни був скасований у 2010 році. У 2016 році автомобіль DAGOR (Deployable Advanced Ground Off-road) від Polaris Defense отримав контракт на надлегку бойову машину (ULCV) на поставку 78 транспортних засобів CANSOFCOM.